# Rock the Block
Rock the Block ist das vierzehnte Studioalbum der schweizerischen Hard-Rock-Band Krokus. Es enthält die Singleauskopplungen „I Want It All“ und „Open Fire“.

## Hintergrund
Das Album Rock the Block war nach Heart Attack und To Rock or Not to Be der dritte Comebackversuch von Krokus mit Marc Storace am Mikro, doch im Gegensatz zu den beiden letztgenannten Werken sollte das Album – trotz weiterhin standesgemäßer Besetzungswechsel – eine Zeitspanne von wieder durchgängig erfolgreichen Jahren für die Band einläuten. Doch bevor Rock the Block erscheinen sollte, drehte sich das Personalkarussel ein weiteres Mal äußerst intensiv: Nachdem Round 13, das mit Carl Sentance am Gesang, Fernando von Arb an der Leadgitarre, dem Rhythmusgitarristen Chris Lauper, Many Maurer am Bass und Peter Haas am Schlagzeug eingespielt worden war, nicht den gewünschten Erfolg brachte, gab es schon während der anschließenden Tour erneut einige Line-Up-Rotationen. Zunächst wurden Bassist Many Maurer und Schlagzeuger Peter Haas durch Tony Castell, der schon bei Stampede die Rhythmusgitarre einspielte, und Cliff Rodgers ersetzt. Im weiteren Verlauf trennte man sich außerdem noch von Rhythmusgitarrist Chris Lauper, der durch David Stettler ausgetauscht wurde, sowie vom gerade erst integrierten Cliff Rodgers, der das Schlagzeug an Marcel Kopp übergab. Aber wer glaubte, dass dies das Ende der Personalveränderungen sei, sah sich ein weiteres Mal getäuscht, denn noch bevor man das neue Album in Angriff nahm, kam es zu drei weiteren Umstrukturierungen: Der langjährige Sänger Marc Storace kehrte für Carl Sentance ans Mikro zurück, Dominique Favez ersetzte den erst vor kurzem einbezogenen Rhythmusgitarristen David Stettler und Patrick Aeby war nach der Trennung von Marcel Kopp der vierte Schlagzeuger innerhalb von vier Jahren und somit auch der vierte Schlagzeuger zwischen den Veröffentlichungen von Round 13 und Rock the Block. Doch dieses Mal sollten sich die Besetzungswechsel wieder positiv auf die Musik auswirken, denn das überwiegend in den Soundlake Studios in Lausanne aufgenommene Studiowerk bietet schnörkellosen und vor allem frisch dargebotenen Hard Rock. Unterstützt durch die Singles „I Want It All“ und „Open Fire“ sowie den während der nachfolgenden Tour regelmäßig live dargebotenen Songs „Rock the Block“ und „Mad World“, sollte diese Frische der Band nachfolgend zu einem Novum verhelfen: Neben Platz 69 in den deutschen Albumcharts – der erste Charteinstieg in Deutschland nach 19 Jahren – war Rock the Block für Krokus das erste Album in der Bandhistorie, das in der Schweiz bis auf Platz 1 der Albumcharts kletterte. Darüber hinaus konnte sich die Band über eine Platinauszeichnung in ihrem Heimatland freuen. Auch die nachfolgende Europatour, die durch das zweite Livealbum Fire and Gasoline (Spontaneously Combustible) – Live! festgehalten wurde, avancierte inklusive eines vielumjubelten Auftritts beim Sweden-Rock-Festival zum Triumphzug. Doch wiederum sollten Veränderungen im Line-Up folgen: Noch vor der geplanten Konzertreise durch Nordamerika stieg der langjährige Leadgitarrist, Songwriter und Bandleader Fernando von Arb aus und wurde durch Mandy Meyer, der schon 1981 nach der Veröffentlichung von Hardware Tommy Kiefer auf Tour ablöste, ersetzt. Nach Abschluss dieser 22 Konzerte in 31 Tagen umfassenden Stippvisite entlang der nordamerikanischen Ostküste übernahm überdies Stefan Schwarzmann – der erste Deutsche in der Besetzung von Krokus – für Patrick Aeby den Schlagzeugposten. In der Konstellation Storace, Meyer, Favez, Castell und Schwarzmann wurde schließlich der Nachfolger Hellraiser in Angriff genommen.

## Titelliste
1. Mad World (3:56) (Fernando von Arb/Marc Storace)
2. Leading the Pack (3:33) (von Arb/Storace)
3. I Want It All (4:07) (Tony Castell/von Arb/Storace)
4. Open Fire (5:09) (von Arb/Storace)
5. One for All (3:35) (von Arb/Storace)
6. Looking to America (4:10) (von Arb/Storace)
7. Go My Way (4:13) (von Arb/Storace)
8. Hot Shot (Castell/von Arb/Storace)
9. Raise Your Hands (3:53) (von Arb/Storace)
10. Night of the Snakes (3:32) (von Arb/Storace)
11. Throwing Her China (4:10) (von Arb/Storace)
12. We’ll Rise (4:56) (von Arb/Storace)
13. Freedom (3:52) (David Stettler/von Arb/Storace)
14. Rock the Block (2:23) (von Arb/Storace)

## Besetzung
Gesang: Marc Storace
Leadgitarre: Fernando von Arb
Rhythmusgitarre: Dominique Favez
Bass: Tony Castell
Schlagzeug: Patrick Aeby

### Gastmusiker
Backgroundgesang: Mark Edward